# Caribou (Maine)
Caribou – miasto (city), w hrabstwie Aroostook, w północno-wschodniej części stanu Maine, w Stanach Zjednoczonych, położone nad rzeką Aroostook, nieopodal granicy kanadyjskiej. W 2013 roku miasto liczyło 7952 mieszkańców. 
Zasiedlone w 1824 roku, formalnie założone zostało w 1859 roku pod nazwą Lyndon. W 1877 roku miejscowość otrzymała prawa miejskie. Wówczas też jej nazwa zmieniona została na Caribou, którą zawdzięcza niegdyś licznie występującym w tych okolicach karibu.